# Michael Herck

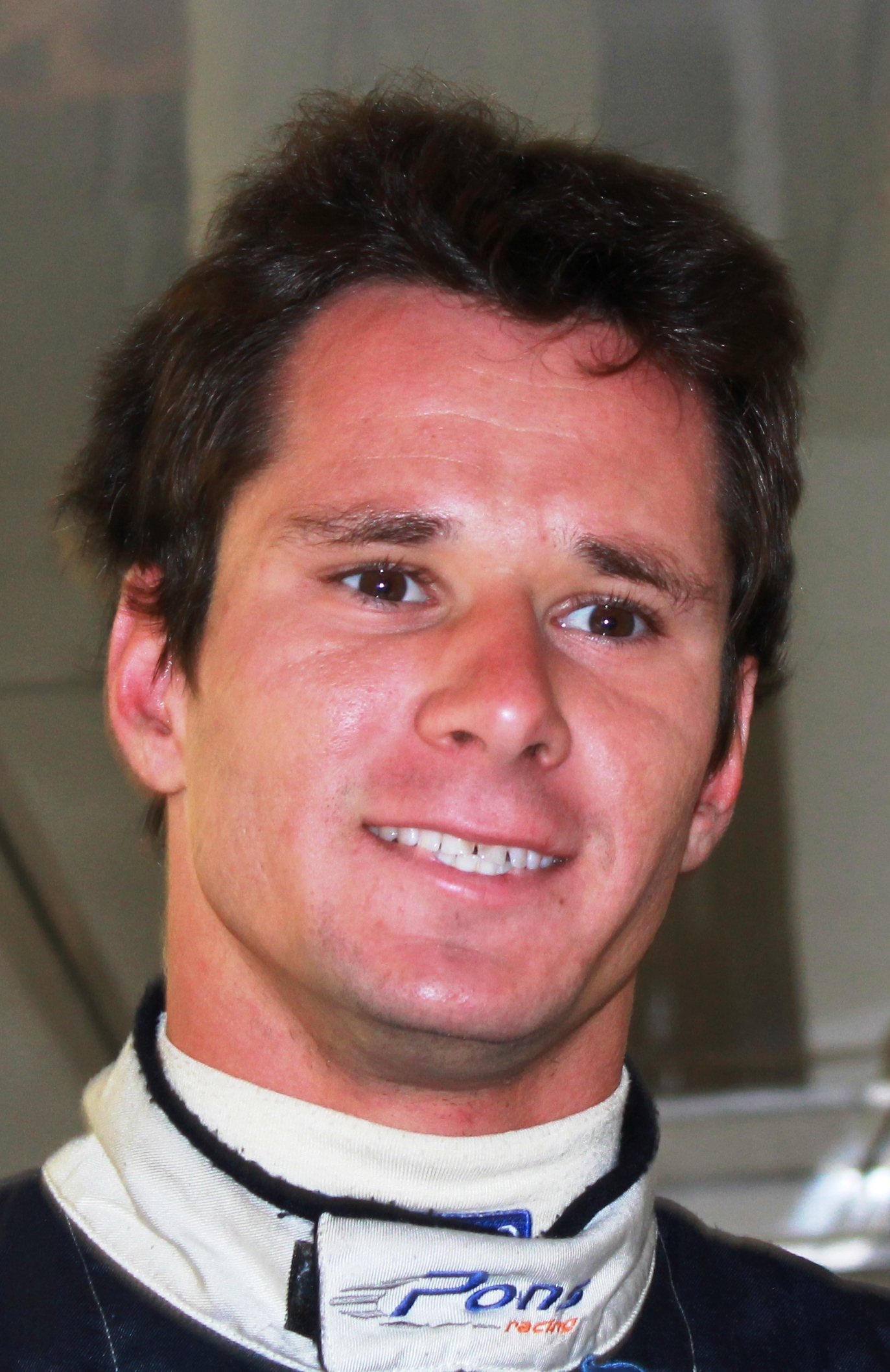
Michael Herck (2011)

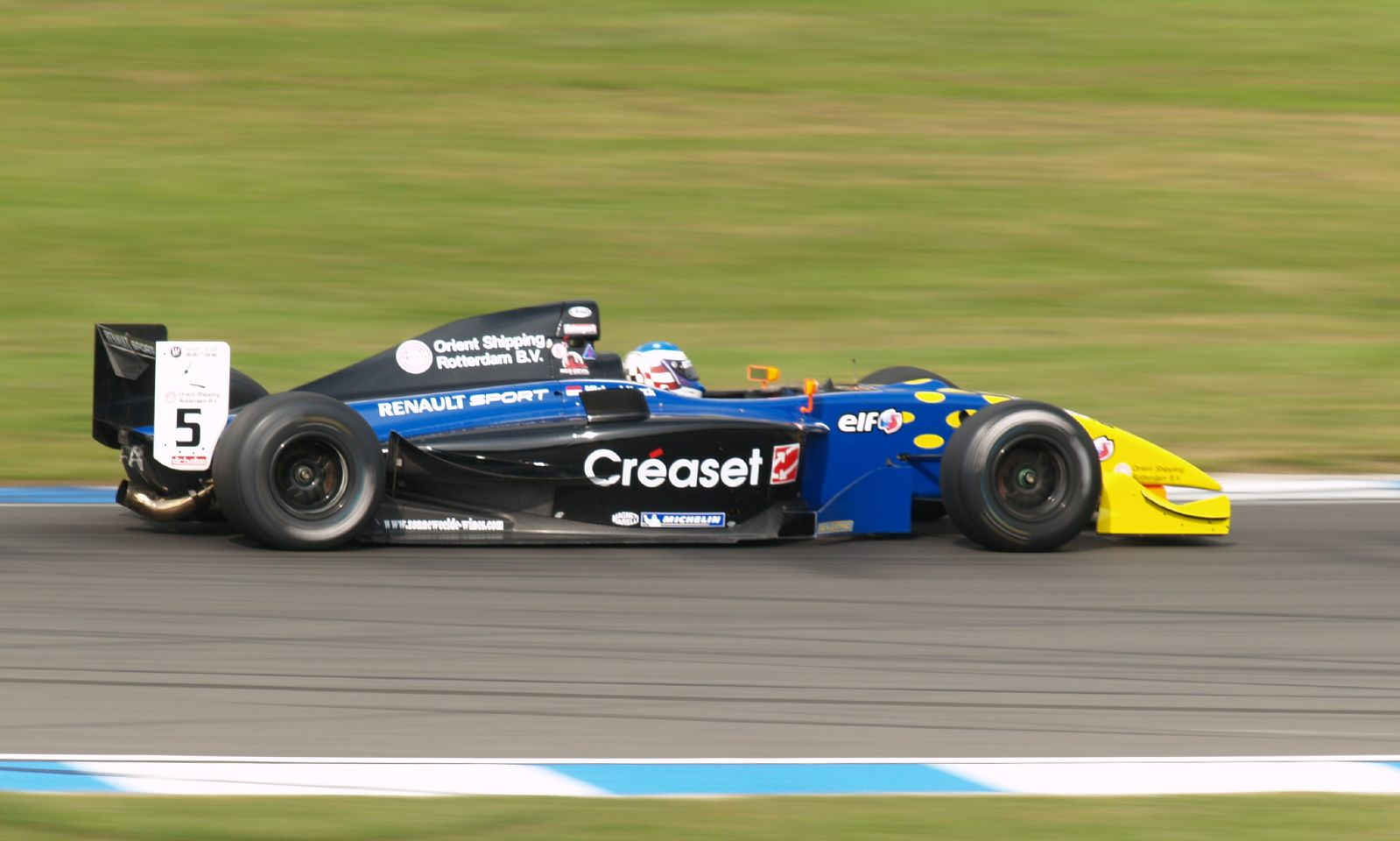
Herck fuhr 2007 in der Formel Renault 3.5

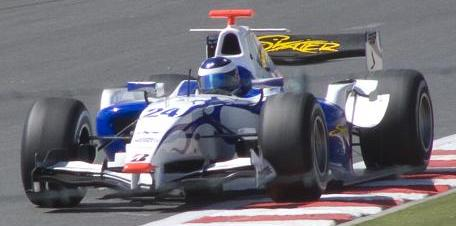
Michael Herck in der GP2-Serie 2008

Michael Herck (* 4. August 1988 in Bukarest) ist ein ehemaliger rumänisch-belgischer Rennfahrer. Er war von 2008 bis 2011 in der GP2-Serie aktiv.

## Karriere

### Anfänge im Motorsport
Nachdem Herck im Kartsport insgesamt neun Meistertitel gewonnen hatte, wechselte er 2003 in die Formel Renault Monza Winter Series und fuhr im folgenden Jahr in der Formel Renault Monza. 2004 gewann er die Meisterschaft mit fünf Siegen und 375 Punkten. Außerdem nahm Herck sowohl an der belgischen, als auch an der spanischen Formel Junior, in der er ebenfalls Meister wurde, teil.
2005 fuhr Herck in der Formel 3 und gewann die österreichische Meisterschaft. Außerdem nahm er an einigen Rennen der deutschen und britischen Formel-3-Meisterschaft teil. 2006 fuhr er in der Formel-3-Euroserie für das Team von Bas Leinders. Er erzielte insgesamt zwölf Punkte und wurde 15. in der Meisterschaft. Darüber hinaus fuhr er erneut einige Rennen in der britischen Formel 3. Auch 2007 startete Herck bei zwei Rennen der Formel-3-Euroserie und bei 14 Rennen der Formel Renault 3.5. Für Comtec Racing startend gelang es ihm aber nicht, Punkte zu holen.

### GP2-Serie
Nachdem Herck im Oktober 2007 zwei Tage in Jerez für FMS International getestet hatte, wurde er im Januar vom Team des Formel-1-Fahrers Giancarlo Fisichella für die erstmals stattfindende GP2-Asia-Serie verpflichtet. Am vierten Rennwochenenden in Sakhir brach sich Herck die Hand.
Bereits Ende Februar wurde bekannt, dass Herck 2008 von David Price Racing als Teamkollege von Diego Nunes verpflichtet wurde. Auf Grund seiner Verletzung konnte er bei den ersten drei Rennwochenenden nicht starten und wurde von Giacomo Ricci und Andy Souček vertreten. Sein GP2-Debüt feierte Herck beim Rennen in Magny-Cours. Sein bestes Resultat war Platz elf beim Sprintrennen in Spa-Francorchamps. In der Gesamtwertung lag Herck auf dem 30. Platz.
Herck blieb bei David Price Racing und bestritt auch die GP2-Asia-Serie-Saison 2008/2009 und die GP2-Serie 2009 für das Team, welches seit Saisonbeginn seinem Vater Andre gehörte. Am letzten Rennwochenende in Portimão geriet Herck bei beiden Rennen in den Blickpunkt. Beim Hauptrennen fuhr er als Sechster ins Ziel, wurde aber nachträglich disqualifiziert, da sein Rennwagen die erforderliche Mindesthöhe nicht erreichte. Beim Sprintrennen war Herck in einen schweren Startunfall verwickelt. Nachdem Witali Petrow sein Auto abgewürgt hatte, konnte Herck, der als Letzter gestartet war, nicht mehr ausweichen und fuhr auf Petrow auf. Während Petrow sein Auto ohne Hilfe verlassen konnte, musste Herck von Rettungskräften geborgen werden. Die Rennleitung, die das Rennen unterbrochen hatte, teilte anschließend mit, dass Herck einen Schock erlitten habe. Außerdem nahm Herck in diesem Jahr an einigen Rennen der Formel Renault 3.5 und der Euroseries 3000 teil.
In der GP2-Asia-Serie-Saison 2009/2010 fuhr der Rumäne erneut für David Price Racing. Nachdem er im Hauptrennen auf dem Yas Marina Circuit seine ersten Punkte in der GP2-Asia-Serie erzielt hatte, gelang ihm im Sprintrennen als Zweiter seine erste Podest-Platzierung. Am Saisonende belegte er den 13. Gesamtrang. In der Saison 2010 der regulären GP2-Serie blieb Herck bei David Price Racing. Nachdem er beim Rennwochenende in Istanbul seine ersten Punkte in der GP2-Serie erzielt hatte, folgte ein Rennwochenende später in Valencia mit einem dritten Platz seine erste Podest-Platzierung in der GP2-Serie. Am Saisonende verbesserte er sich auf den 16. Gesamtrang.
Nachdem David Price Racing sein Engagement in der GP2-Serie zum Ende der Saison 2010 eingestellt hatte, trat Herck ab der GP2-Asia-Serie-Saison 2011 für die Scuderia Coloni, für die er bereits 2008, als das Team noch FMS International hieß, gestartet war, an. Mit regelmäßigen Punkteplatzierungen wurde er Achter in der GP2-Asia-Serie. Anschließend startete Herck für Coloni in der GP2-Serie. Während sein Teamkollege Luca Filippi, der erst in der Mitte der Saison zu Team gekommen war, Vizemeister wurde und drei Rennen gewann, schloss Herck die Saison mit einem sechsten Platz als bestes Resultat auf dem 21. Meisterschaftsplatz ab. Außerdem nahm er für Pons Racing an einem Rennwochenende der Formel Renault 3.5 teil.

## Nationalität
Herck besitzt sowohl die rumänische als auch die belgische Staatsbürgerschaft. Während er am Anfang seiner Karriere mit einer belgischen Lizenz startete, fährt er seit Mai 2007 mit rumänischer Lizenz.

## Statistik

### Karrierestationen
| - 2003: Formel Renault Monza, Winterserie (Platz 8) - 2004: Formel Renault Monza (Meister) - 2004: Spanische Formel Junior (Meister) - 2004: Belgische Formel Renault (Platz 11) - 2005: Österreichische Formel 3 (Meister) - 2005: Britische Formel 3 - 2005: Deutsche Formel 3 - 2006: Formel-3-Euroserie (Platz 15) | - 2006: Britische Formel 3 - 2007: Formel Renault 3.5 - 2007: Formel-3-Euroserie - 2008: GP2-Asia-Serie (Platz 23) - 2008: GP2-Serie (Platz 29) - 2009: GP2-Asia-Serie (Platz 33) - 2009: GP2-Serie (Platz 23) - 2009: Euroseries 3000 (Platz 14) | - 2009: Formel Renault 3.5 (Platz 23) - 2010: GP2-Asia-Serie (Platz 13) - 2010: GP2-Serie (Platz 16) - 2011: GP2-Asia-Serie (Platz 8) - 2011: GP2-Serie (Platz 21) - 2011: Formel Renault 3.5 (Platz 36) |